# Sterowanie binarne
Sterowanie binarne – metoda sterowania wykorzystująca sygnały dwuwartościowe.
Sygnały te są reprezentowane przez dwie różne wartości lub stany, np: włączony i wyłączony, czarny i biały, stan zwarty i rozwarty lub po prostu 0 i 1. Większość układów sterowania wykorzystuje sygnały dwuwartościowe, a zatem są to układy sterowania binarnego.
Do ważniejszych elementów składowych układów sterowania binarnego należą: 
- przekaźniki,
- zawory przełączające,
- diody,
- binarne elektroniczne obwody przełączające.